# Will Still
William Still, plus communément appelé Will Still, né le 14 octobre 1992 à Braine-l'Alleud en Belgique, est un entraîneur de football belgo-britannique. 
Il gagne en notoriété, sur un plan national comme continental, grâce à ses résultats lors du Championnat de France 2022-2023 avec le Stade de Reims, qu'il reprend en cours de saison. Les Rémois établissent une série d'invincibilité de 19 matchs, faisant de cette dernière la sixième plus grande de l'histoire de la compétition et la plus grande pour un entraineur arrivé en cours de saison.

## Enfance
William Still est né le 14 octobre 1992 à Braine-l'Alleud, en Belgique, de parents anglais ayant quitté le Royaume-Uni deux ans plus tôt. Son père travaillait pour Shell,,,,. Ayant grandi en Région wallonne, près de Bruxelles, il est allé dans une école de langue française du Brabant wallon puis a appris le néerlandais en jouant pour des clubs de football flamands. Le jeune Still est ainsi parfaitement trilingue. Will a deux frères, Edward et Nicolas, respectivement son ainé et son cadet, qui choisiront également d'entreprendre une carrière d'entraîneur dans le milieu du football. Ils sont respectivement entraîneur-chef et entraîneur adjoint de la première division belge d'Eupen,,,,,.
Still et ses frères ont déclaré que jouer aux séries de jeux vidéo Football Manager et Championship Manager leur ont donné le goût de gérer une équipe de football,,,,.
Will Still fréquente les centres de formation du Saint-Trond et du RAEC Mons, et a finalement joué pour l'équipe réserve de Mons et le club amateur Tempo Overijse, à l'époque évoluant en Quatrième Division belge. Cependant, il réalise vite que ses perspectives de carrière professionnelle sont limitées, et choisit ainsi de s'orienter très vite vers des études dans le domaine footballistique au Royaume-Uni,.

## Carrière managériale
William Still arrive ainsi en Grande-Bretagne pour commencer à apprendre le métier d'entraineur, au Myerscough College (en) de Preston, dans le Lancashire, au nord-est de l'Angleterre. Il y étudie entre autres le marketing sportif et l'analyse vidéo,,,,,,,.
En parallèle de sa formation, Still commence sa carrière comme assistant du manager U14 du club de Preston North End en raison d'un lien entre le club et l'université,,.

### Retour en Belgique
En 2014, il devient analyste vidéo à Saint-Trond à l'âge de 22 ans, en proposant de travailler gratuitement et après avoir utilisé avec succès une analyse de match pour convaincre l'entraîneur Yannick Ferrera. En 2015, l'équipe est promue en Première division belge A, mais lorsque Ferrera passe au Standard de Liège, Still le suit. Cette saison-là, le Standard remporte la Coupe de Belgique, mais en septembre 2016, Ferrera et ses assistants sont limogés.
En avril 2017, Still acquiert un nouveau poste au sein de l'équipe de deuxième division de Lierse, combinant le travail d'analyste vidéo avec la mission d'assistant manager de Frederik Vanderbiest.
En juin 2017, Still revient au Standard de Liège, seulement pour partir deux jours plus tard car son nouveau club ne voulait pas respecter les dispositions convenues dans le cadre des négociations contractuelles. Il a pu revenir immédiatement à Lierse, où à 24 ans, il est nommé entraineur intérimaire à partir d'octobre lorsque Vanderbiest est limogé,. Finalement, Lierse emploie Still comme entraineur à plein temps. Il devient alors le plus jeune entraineur de l'histoire de la deuxième division belge. Il réussit à guider l'équipe et à récolter 21 points sur 27, dont une séquence de sept victoires consécutives. La victoire 2-0 contre Westerlo du 2 décembre 2017 est cependant son dernier match en tant qu'entraîneur-chef, car il ne possédait pas le diplôme "entraîneur de niveau A de l'UEFA", qui est requis en première division belge B pour rester en fonction plus de 60 jours. Il finit par toujours rester à Lierse mais devient l'assistant de David Colpaert (nl).
À la fin de la saison 2017-2018, le club de Lierse est déclaré en faillite. Still part alors à Beerschot pour devenir l'assistant de Stijn Vreven. Avec son successeur, Hernán Losada, Beerschot et Still sont promus en première division belge A. Après le départ de Losada à la mi-janvier 2021 pour devenir entraîneur-chef de D.C. United, Still devient le nouvel entraineur du Beerschot. Cette fois, à 28 ans, il devient le plus jeune entraîneur de première division de Belgique. À la fin de la saison 2020-2021, malgré sa 9e place, les propriétaires du Beerschot décident d'embaucher le plus expérimenté Peter Maes pour mener l'équipe la saison suivante.

### Arrivée en France

#### Stade de Reims
Après son départ du Beerschot, Still intègre le Stade de Reims, alors en Ligue 1, en tant qu'adjoint de l'entraîneur espagnol Óscar García. Après quatre mois en France, il se voit proposer des rôles dans deux clubs belges et choisit alors de retourner au Standard de Liège. Still expliqua qu'une partie du raisonnement derrière cela était le fait que sa licence professionnelle UEFA était enregistrée en Belgique, il devait donc faire des allers-retours entre la Belgique et Reims pour suivre des cours, ce qui créait des contraintes de temps.
À la fin de la saison 2021-2022, il est rappelé à Reims, toujours en Ligue 1 pour redevenir entraîneur adjoint. Après le limogeage de García le 13 octobre 2022, Still prend la relève en tant qu'entraineur intérimaire. Après une séquence de cinq matchs sans défaite, il est nommé entraîneur du Stade de Reims pour le reste de la saison, à l'âge de trente ans. Il devient ainsi le plus jeune entraîneur des cinq plus grands championnats européens. Will Still n'ayant pas le diplôme requis, la licence UEFA Pro, le club doit s'acquitter d'une amende de 25 000 € par match, que la municipalité a décidé de prendre en charge[réf. nécessaire]. Il est l'entraineur ayant la plus grande série d'invincibilité après sa prise de fonction dans l'histoire du Stade de Reims avec 17 matchs sans défaite en Ligue 1. Le club quant à lui a commencé sa série d'invincibilité avant l'arrivée de Will Still avec une série de 19 matchs sans défaite. C'est alors la sixième plus grande série de l'histoire de la compétition et la plus grande si l'on prend en compte la prise de fonction en cours de saison de Will Still.
Le 1er juin 2023, son contrat avec Reims est prolongé jusqu'en 2025. Son frère Nicolas devient entraîneur adjoint à ses côtés. Il quitte le banc du Stade de Reims le 2 mai 2024.

#### Racing Club de Lens
Le 10 juin 2024, il est nommé entraîneur du RC Lens pour une durée de trois ans. Il connaît avec ce club une saison frustrante, où il commence par installer l'une des défenses les plus hermétiques de Ligue 1, mais où l'attaque marque peu. En Ligue Conférence, Lens est malchanceux au tirage au sort en devant affronter le Panathinaïkós, qui l'élimine. Même chose en Coupe de France, qui s'arrête immédiatement avec une confrontation contre le futur vainqueur de l'épreuve, le Paris Saint-Germain. Au mercato d'hiver, l'équipe perd des joueurs aussi importants que le capitaine Brice Samba et les défenseurs Abdukodir Khusanov puis Kevin Danso, et encaisse ainsi beaucoup plus de buts, sans que l'attaque ne s'améliore. Lens, incapable de rivaliser contre les équipes du haut de tableau, termine huitième, soit la première place non qualificative pour une compétition européenne. 
Le 18 mai 2025, Will Still annonce son départ du club pour « raisons personnelles ». Le 25 mai 2025, il est nommé entraîneur de Southampton, club anglais évoluant en Championship. 

### Statistiques d'entraîneur
| Club           | Pays     | Championnat           | Date d'arrivée  | Date de départ  | M   | V  | N  | D  | % Victoires |
| Lierse SK      | Belgique | Challenger Pro League | 12 octobre 2017 | 2 décembre 2017 | 9   | 7  | 1  | 1  | 77,78       |
| Beerschot VAC  | Belgique | Jupiler Pro League    | 19 janvier 2021 | 20 mai 2021     | 15  | 6  | 2  | 7  | 40,00       |
| Stade De Reims | France   | Ligue 1               | 13 octobre 2022 | 2 mai 2024      | 64  | 25 | 17 | 22 | 39,06       |
| RC Lens        | France   | Ligue 1               | 10 juin 2024    | 18 mai 2025     | 37  | 16 | 8  | 13 | 43,24       |
| Total          | Total    | Total                 | Total           | Total           | 125 | 54 | 28 | 43 | 43,20       |